# Les Truands (film, 1997)
Pour plus de détails, voir Fiche technique et Distribution.
Les Truands (Traveller) est un film américain réalisé par Jack N. Green, sorti en 1997.

## Fiche technique
- Titre français : Les Truands
- Titre original : Traveller
- Réalisation : Jack N. Green
- Scénario : Jim McGlynn
- Musique : Andy Paley
- Montage : Michael Ruscio
- Production : Bill Paxton, David Blocker, Mickey Liddell & Brian Swardstrom
- Sociétés de production : Banner Entertainment & MDP Worldwide
- Société de distribution : Artisan Home Entertainment
- Pays :  États-Unis
- Langue : Anglais
- Format : Couleur - Dolby Digital - DTS - 35 mm - 1.85:1
- Genre : Drame
- Durée : 96 min

## Distribution
- Bill Paxton (VF : Christian Visine) : Bokky
- Mark Wahlberg (VF : Yann Le Madic) : Pat O'Hara
- Julianna Margulies (VF : Martine Meiraghe) : Jean
- James Gammon (VF : Robert Darmel) : Double D
- Luke Askew : Boss Jack Costello
- Nikki Deloach : Kate
- Rance Howard : le fermier
- Jean Speegle Howard : la grand-mère de Bokky